# Lupinus constancei
Lupinus constancei är en ärtväxtart som beskrevs av T.W.Nelson och J.P.Nelson. Lupinus constancei ingår i släktet lupiner, och familjen ärtväxter. Inga underarter finns listade i Catalogue of Life.